# Euripus funebris
Euripus funebris är en fjärilsart som beskrevs av John Henry Leech 1892. Euripus funebris ingår i släktet Euripus och familjen praktfjärilar. Inga underarter finns listade i Catalogue of Life.